# Easter (песен на Marillion)
„Easter“ (в превод: „Великден“) е песен на английската прогресив рок банда Marillion от албума им от 1989 година „Seasons End“. Песента влиза сред хитовете в класацията UK Top 40, когато излиза като самостоятелен сингъл през 1990 година.
Както и при други песни на Marillion, версията на песента от албума съдържа разширено китарно соло, изпълнявано от Стив Родъри, въпреки че в сингъл версията то е чувствително съкратено.
Песента е написана от фронтмена на групата Стив Хогарт преди той да се присъедини към групата през 1989 година и е посветена на размириците в Северна Ирландия. Заглавието е препратка към поемата на Уилям Бътлър Йейтс „Великден, 1916“, разкриващи смесените чувства на Йейтс – едновременно убеден ирландски националист и неподдръжник на насилието, към Великденския бунт, избухнал на 24 април 1916 година на ирландските републиканци срещу британската корона.
Части от видеото към песента са снимани на Пътя на великаните.
|  | Тази страница частично или изцяло представлява превод на страницата Easter (Marillion song) в Уикипедия на английски. Оригиналният текст, както и този превод, са защитени от Лиценза „Криейтив Комънс – Признание – Споделяне на споделеното“, а за съдържание, създадено преди юни 2009 година – от Лиценза за свободна документация на ГНУ. Прегледайте историята на редакциите на оригиналната страница, както и на преводната страница, за да видите списъка на съавторите. ВАЖНО: Този шаблон се отнася единствено до авторските права върху съдържанието на статията. Добавянето му не отменя изискването да се посочват конкретни източници на твърденията, които да бъдат благонадеждни. |